# 물별

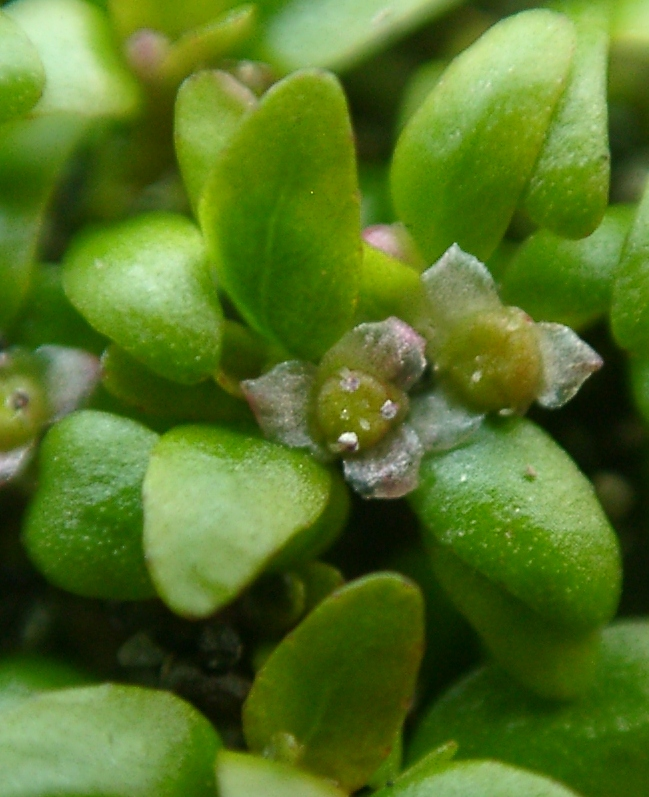

물별(Elatine triandra)은 부산, 경상북도 일월산, 경기도 주안의 논이나 습지에 나는 한해살이풀이다. 높이는 3-10cm이다. 전체에 털이 없고, 원줄기가 옆으로 뻗으며, 군데군데 뿌리가 내리고, 가지가 갈라진다. 잎은 마주나며, 넓은 피침형으로 길이 5-10㎜이다. 끝이 둔하고, 가장자리는 밋밋하다. 꽃은 연한 홍색, 지름 1㎜, 잎겨드랑이에 1송이씩 달리고, 꽃자루는 짧다. 받침은 3장 또는 1장, 난형, 끝이 둔함. 꽃잎 3장, 타원형, 끝이 둔하고, 꽃받침보다 길며, 수술 3개, 암술대 3개이다. 열매는 삭과로 납작한 구형이다. 씨는 다수이고 긴 타원형으로 약간 구부러져 있다. 전체가 물 속에 잠긴 것은 다소 대형, 폐쇄화로 결실을 맺는다.